# Parque nacional marino de Saba
El Parque nacional marino de Saba  abarca la aguas y el mar que rodea la isla caribeña de Saba, un territorio del Reino de los Países Bajos, desde la cota máxima de 200 pies (60 metros) de profundidad. En total, el parque marino cubre aproximadamente 5 millas cuadradas (13 kilómetros cuadrados). En el momento de su creación en 1987, el gobierno aprobó la Ordenanza de Medio Ambiente Marino para proteger los arrecifes de coral y otras especies marinas dentro del parque. La Fundación de Conservación de Saba gestiona el Parque Nacional Marino, así como la instalación hiperbárica de la isla y los sitios naturales en tierra .
Una serie de regulaciones intentan asegurar que la vida acuática del parque se mantenga saludable. El área se divide en zonas de acuerdo con los usos aceptables. La pesca comercial está prohibida en determinados lugares para evitar la sobrepesca. Los arrecifes están protegidos contra daños por 36 boyas ancladas permanentemente donde los barcos pueden amarrar. A los buzos no se les permite bucear por sí mismos; deben bucear con guías de una de las tres tiendas de buceo de Saba.